# Eugeniusz Solarski
Eugeniusz Solarski ps. Eugeniusz Norwicz (ur. 27 marca 1901 w Chrzanowie, zm. 21 lipca 1959 w Krakowie) – polski aktor teatralny i filmowy.

## Życiorys
Przez dwa lata studiował prawo i filozofię na Uniwersytecie Jagiellońskim. Sztuki aktorskiej uczył się pod kierunkiem Leonarda Bończa-Stępińskiego i Franciszka Wysockiego. Na scenie debiutował w 1919 roku pod nazwiskiem Norwicz w operetkowym zespole Tadeusza Pilarskiego. Następnie był członkiem objazdowego zespołu Stanisława Knake-Zawadzkiego.
W latach 1920–1921 był członkiem zespołu Teatru im. Juliusza Słowackiego w Krakowie, gdzie powrócił do nazwiska Solarski. Następnie występował w Teatrze „Bagatela” (1921-1924). W latach 1924–1932 grał w Warszawie w teatrach: im. Wojciecha Bogusławskiego (1924-1926), Narodowym (1926-1932) oraz Nowym i Letnim. Następnie na trzy lata (1932-1935) powrócił do Krakowa, na deski Teatru im. Słowackiego. W kolejnych latach znów grał w Warszawie, głównie w Teatrze Polskim (1935-1937) oraz w Teatrach: Narodowym i Nowym (1938-1939) oraz w Teatrach Miejskich we Lwowie (1937-1938).
Podczas II wojny światowej przebywał w stolicy, gdzie pracował jako kelner w kawiarni Pod Znachorem (ul. Boduena 6). Grał również - za zgodą konspiracyjnego ZASP-u - w jawnych teatrach: Komedia (1941) oraz Miniatury (1943-1944). Po zakończeniu walk powrócił do Krakowa, gdzie występował w Teatrze im. Słowackiego oraz w Teatrze Starym. Brał również udział w spektaklach Teatru Polskiego Radia. W 1956 roku został odznaczony Krzyżem Kawalerskim Orderu Odrodzenia Polski, natomiast w 1958 roku otrzymał podczas Festiwalu Dramatów Wyspiańskiego III nagrodę za rolę Reżysera w spektaklu Wyzwolenie.
Został pochowany na cmentarzu Rakowickim w Krakowie.

## Filmografia
- Trudna miłość (1953) - Zimnoch
- Godziny nadziei (1955) - rybak
- Zimowy zmierzch (1956) - ksiądz
- Warszawska syrena (1956) - głuchy dziadek
- Nikodem Dyzma (1956) - gość na przyjęciu w Koborowie